# Associação Académica do Sal
Associação Académica do Sal é um clube esportivo da cidade de Espargos na Ilha do Sal em Cabo Verde. Há no clube departamentos que incluem futebol.

## História
O clube foi fundado em 3 de agosto de 1963, em Espargos no norte da ilha do Sal . Académica do Sal venceu o primeiro título na década de 1980, e único título nacional em 1993. Um ano mais tarde participou na competição continental com Sonader, da Mauritánia.
O clube celebrou o 25° aniversário em 1988 e o 50° aniversário em 2013.
O clube possui seis títulos regionais e também títulos regionais de copas com 5 torneios de aberturas.
O clube apresentada uma taça nacional na temporada de 2007 no verão.
Em anos recentes, Académica do Sal foi classificada em segundo lugar na temporada de 2013-14. Um ano mais tarde, o clube ficou em última posição na temporada de 2015-16  com dois pontos e não venceu nenhum jogo, Académica Sal terminou em segundo lugar na temporada Longada de 2015-16 e terminou quarto lugar na temporada de 2016-17 com 22 pontos.

## Estádio

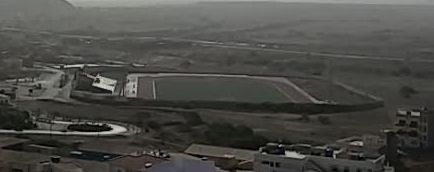
Estádio Marcelo Leitão casa de Académica do Sal

O Estádio Marcelo Leitão, casa do clube, é um estádio multiuso localizado na cidade de Espargos, capital da ilha do Sal, Cabo Verde. Atualmente usado é usado principalmente para jogos de futebol. Possui capacidade para 8.000 pessoas, é a sede de um dos dois melhores clubes da ilha.

## Uniformes antigos
As cores do equipamento principal são o verde e branco.

## Títulos
- Títulos de nacional:
  - Campeonato Cabo-verdiano de Futebol: 1

1993

## Futebol

### Palmarés
| Escalão | Nº Presenças | Títulos | Melhor Classificação |
| Afr.    | 1            | 0       | 1a rodada            |
| I       | 5            | 1       | Campeão              |
| II      | 36-38        | 5       | 1a                   |

## Jogo africano
| Ano     | Competição                          | Rodado      | Clube   | Casa | Visitador |
| ------- | ----------------------------------- | ----------- | ------- | ---- | --------- |
| 1993-94 | African Cup of Champions Clubs 1994 | Prelminário | Sonader | 0-0  | 2-0       |

### Classificações

#### Nacionais
| Temporada | Div | Pos | Pts    | J | V | E | D | G.M. | G.S. | 'Diff. |
| 2001      | 1   | 2   | 13 pts | 6 | 4 | 1 | 1 | 10   | 5    | +5     |
| 2005      | 1B  | 1   | 13 pts | 5 | 4 | 1 | 0 | 10   | 4    | +6     |

#### Regionais
| Temporada | Div | Pos | Pts    | J  | V | E | D  | G.M. | G.S. | Diff. |
| 2004-05   | 2   | 1   | -      | -  | - | - | -  | -    | -    | -     |
| 2013-14   | 2   | 2   | 19 pts | 10 | 6 | 1 | 3  | 18   | 8    | +10   |
| 2014-15   | 2   | 6   | 2 pts  | 10 | 0 | 2 | 8  | 5    | 29   | -24   |
| 2015-16   | 2   | 2   | 27 pts | 14 | 9 | 0 | 5  | 24   | 9    | +5    |
| 2016-17   | 2   | 4   | 22 pts | 14 | 6 | 4 | 18 | 17   | +1   |       |

## Estatísticas
- Melhor posição: 1a (nacional)
- Melhor posição nas competições de copas/taças: 1a (regional)
- Melhor posição nos torneios de aberturas: 1a
- Apresentações nos campeonatos:
  - Nacional: c. 6
  - Regional: c. 40
- Apresentações nas taças:
  - Nacional: 1
  - Regional: 18
- Melhor pontos totais na temporada nacional: 13 (2003)

## Jogadores antigos
- Pú (Polídio Brito)[1]